# Les Pieds dans le plat (film)
Pour les articles homonymes, voir Les Pieds dans le plat.
Les Pieds dans le plat (The Man from the Diner's Club) est un film américain de Frank Tashlin, sorti en 1963.

## Fiche technique
- Titre original : The Man from the Diner's Club
- Réalisation : Frank Tashlin
- Scénario : William Peter Blatty et John Fenton Murray
- Production : William Bloom
- Société de production :
- Distribution :
- Musique : Stu Phillips
- Photographie : Hal Mohr
- Montage : William A. Lyon
- Costumes : Pat Barto
- Costumes : Don Ament
- Pays de production : États-Unis
- Langue : Anglais
- Format :
- Genre :
- Durée : 96 minutes
- Dates de sortie : 
  - États-Unis : 17 avril 1963
  - France

## Distribution
- Danny Kaye : Ernest Klenk
- Cara Williams : Sugar Pye
- Martha Hyer : Lucy
- Telly Savalas : Ronald "Foots" Pulardos
- Everett Sloane : Martindale
- Kaye Stevens : Bea Frampton
- Howard Caine : Claude Bassanio
- George Kennedy : George
- Jay Novello : Mooseghian
- Ann Morgan Guilbert : Ella Trask
- Ronald Long : l'ecclésiastique
- Mark Tobin : Quas
- Cliff Carnell : Buzzy
- Edmund Williams : Jerry Markus
- Harry Dean Stanton : un beatnik